# Бен Мезрич
Бен Мезрич (на английски: Ben Mezrich) е американски писател на произведения в жанра трилър, хорър, детска литература и документалистика. Пише и под псевдонима Холдън Скот (Holden Scott).

## Биография и творчество
Роден е на 7 февруари 1969 г. в Бостън, Масачузетс, САЩ, в консервативно еврейско семейство. Баща му Рубен Мезрич е преподавател по радиология в Медицинския факултет на Университета на Мериленд, а майка му Моли Нюман е адвокатка. Завършва гимназия в Принстън и с отличие Харвардския университет със степен по социални науки през 1991 г.
Първата му книга „Bringing Down the House: The Inside Story of Six M.I.T. Students Who Took Vegas for Millions“ (Разрушаване на къщата: Вътрешната история на шест M.I.T. студенти, които взеха Вегас за милиони) е издадена през 1996 г. Книгата представя историята на група студенти от Масачузетския технологичен институт, които залагат на игри на блекджек, използвайки сложна система за броене на карти и печелят милиони долари в казина в Лас Вегас и други хазартни центрове в САЩ и Карибите. Въпреки че книгата е категоризирана като документална, някои от описаните събития са били оспорени от хората, които са описани. През 2008 г. книгата е екранизирана във филма „21“ с участието на Лорънс Фишбърн, Кейт Босуърт и Кевин Спейси.
Първият му роман „Съперникът“ е издаден през 1996 г. Младата юристка Робин разследва смъртта на баща си, министър на отбраната, а това предизвиква нови убийства в свръхсекретна лаборатория, в която се работи по изменения на човешкия геном.
Вторият му роман „Reaper“ (Жътварят) от 1998 г. В историята младата вирусоложка Саманта Крейг и фелдшерът Ник Барнс търсят начин да спрат вирус убиец, който се разпространява чрез телевизори и компютри. Романът е екранизиран през 1999 г. във филма „Фатална грешка“ с участието на Антонио Сабато джуниър и Робърт Уагнър.
През 2005 г. е издадена книгата му „Да разориш Лас Вегас“, която е полу-продължение на „Bringing Down the House“. В нея представя историята на друг студент, който използва по-съвременни техники от тези, обсъдени в първата книга. Част от описаните събития също по-късно са оспорени от главния герой Семьон Дукач.
През 2009 г. е издадена книгата му „Фейсбук – милиардери по неволя“ за Марк Зукърбърг, основателят на Facebook. Книгата е екранизирана във филма „Социалната мрежа“ по сценарий на Аарон Соркин и под режисурата на Дейвид Финчър с участието на Джеси Айзенбърг като Марк Зукърбърг и Андрю Гарфийлд като Едуардо Саверин. Филмът получава 4 награди „Златен глобус“ и 3 награди „Оскар“.
През 2014 г. е издаден романът му „Седемте чудеса“. Той е бързо развиващ се исторически трилър, включващ убийство, конспирация и загадки свързани с картата за Едемската градина и истината зад една древна митична култура.
През 2019 г. е издадена книгата му „Bitcoin Billionaires“ (Биткойн милиардери), в която описва живота на братята близнаци Камерън и Тайлър Уинкълвос, които имат план да създадат изключителна социална мрежа за студенти от Харвард и съдят Марк Зукърбърг, че е откраднал идеята от тях, а спечелените пари инвестират в новопявилата се криптовалута Бинкойн. Книгата е приета за екранизиране.
Бен Мезрич живее със семейството си в Бостън.

## Произведения
Самостоятелни романи
- Threshold (1996)
Съперникът, изд.: ИК „Обсидиан“, София (1996), прев. Здравка Славянова
- Reaper (1998)
- Fertile Ground (1999)
- Seven Wonders (2014)
Седемте чудеса, изд.: ИК „Прозорец“, София (2015), прев. Венцислав Градинаров
- The Midnight Ride (2022)

### Серия „Приключенията на Чарли Трети“ (Charlie Numb3rs Adventures) – детска литература
1. Bringing Down the Mouse (2014)
2. Charlie Numb3rs and the Man in the Moon (2017) – с Тоня Мезрич
3. Charlie Numb3rs and the Woolly Mammoth (2019) – с Тоня Мезрич

### Участие в общи серии с други писатели

#### Серия „Досиета Х“ (X-Files)
6. Skin (1999)
от серията има още 5 романа от различни автори

### Новели
- Q (2015)

### Документалистика
- Bringing Down the House: The Inside Story of Six M.I.T. Students Who Took Vegas for Millions (2002) – издаден и като „21“
- Ugly Americans: The True Story of the Ivy League Cowboys Who Raided the Asian Markets for Millions (2004)
- Busting Vegas: A True Story of Monumental Excess, Sex, Love, Violence, and Beating the Odds (2005)
Да разориш Лас Вегас, изд. „Слънце“ (2007), прев. Катя Перчинкова
- Rigged: The True Story of an Ivy League Kid Who Changed the World of Oil, from Wall Street to Dubai (2007)
- The Accidental Billionaires: The Founding of Facebook, a Tale of Sex, Money, Genius, and Betrayal (2009) – издаден и като „Social Network“
Фейсбук – милиардери по неволя, изд. „Милениум“ (2010), прев. Невена Кръстева
- Sex on the Moon: The Amazing Story Behind the Most Audacious Heist in History (2011)
- Straight Flush (2013)
- Once Upon a Time in Russia: The Rise of the Oligarchs – A True Story of Ambition, Wealth, Betrayal, and Murder (2015)
- The 37th Parallel: The Secret Truth Behind America's UFO Highway (2016)
- Woolly: The True Story of the Quest to Revive One of History's Most Iconic Extinct Creatures (2017)
- Bitcoin Billionaires: A True Story of Genius, Betrayal, and Redemption (2019)
- The Antisocial Network (2021)

### Екранизации
- 1999 Фатална грешка, Fatal Error – тв филм
- 2008 21, 21 – по книгата „Bringing Down the House“
- 2010 Социалната мрежа, The Social Network – по книгата „Фейсбук – милиардери по неволя“
- 2020 Милиарди, Billions – тв сериал, 1 епизод